# Šentjur pri Celju
Šentjur pri Celju és un municipi d'Eslovènia situat prop de les ciutats de Celje i de Slovenske Konice. El seu nom és la traducció de "Sant Jordi prop de Celje", a causa de llegendari guerrer que lluità contra el drac, Sant Jordi. A l'escut de la ciutat hi apareix un drac i un cavaller.